# Un letto di leoni
Un letto di leoni (Lie Down with Lions) è un romanzo dello scrittore britannico Ken Follett pubblicato nel 1986.
La storia è ambientata nella zona dell'Hindu Kush nei luoghi della guerriglia contro l'invasione sovietica dell'Afghanistan del 1979. Ken Follett mescola tutti gli elementi che ricorrono nei suoi romanzi: thriller, spionaggio, storia e sentimenti. Come precisa l'autore all'inizio del libro, diverse organizzazioni inviarono medici volontari in Afghanistan nel periodo della guerra, ma "Médecins pour la Liberté" è immaginaria.
Tutti i personaggi rappresentati sono fittizi, ad eccezione di Massud. Le località descritte sono invece tutte autentiche, tranne i villaggi di Banda e Darg, che sono inventati. Dal romanzo fu tratto, nel 1994, il film per la televisione Aquila rossa di Jim Goddard con Timothy Dalton, Marg Helgenberger, Nigel Havers, Omar Sharif, Kabir Bedi e Jürgen Prochnow.

## Trama
Parte prima, 1981
Jane Lambert è una giovane donna inglese che vive in Francia come traduttrice. Ha una relazione da un anno con uno statunitense più grande di lei, Ellis Thaler, il quale però ha un comportamento strano e non vuole saperne di impegnarsi. Ciò che ignora è che Ellis è un agente della CIA spedito in Europa per incastrare un gruppo di terroristi turchi che combatte contro il regime militare instaurato nel loro paese. Mentre Ellis fa arrestare un importante esponente del KGB tendendogli una trappola, Jean-Pierre Debout, un medico francese comunista, viene incaricato di andare in Afghanistan per infiltrarsi nei luoghi della guerriglia contro l'invasione sovietica. Jean-Pierre, il quale da tempo corteggia Jane invano, le chiede di seguirlo. La ragazza, delusa dagli atteggiamenti di Ellis, è tentata di accettare. Quando Jean-Pierre scopre che Ellis è una spia, cerca di farlo arrestare dai russi e rivela a Jane la verità. Quest'ultima, sconvolta, decide di partire con il medico per l'Afghanistan. Ellis riesce a sfuggire ai russi e a tornare negli Stati Uniti.
Parte seconda, 1982

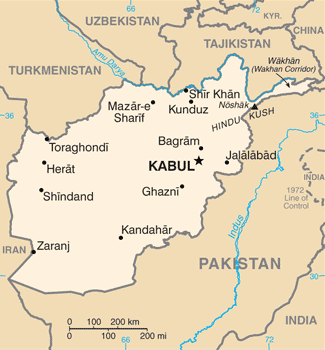
Carta geografica dell'Afghanistan

Jane e Jean-Pierre si sposano poco prima di lasciare la Francia e partono immediatamente per l'Afghanistan. Entrano a far parte della comunità dei ribelli, con il compito di assistere e curare i malati. Jane però è all'oscuro del vero obiettivo del marito: passare informazioni ai russi per ostacolare l'attività dei guerriglieri che fanno capo a Massud e favorire così l'invasione sovietica. Jean-Pierre è spinto ad agire così dal desiderio di vendetta nei confronti della società occidentale e capitalista, che uccise suo padre, eroe della Resistenza contro i nazisti. Jane rimane incinta e mette al mondo una bambina, che viene chiamata Chantal. Nel frattempo negli Stati Uniti, Ellis Thaler cerca di riallacciare i rapporti con la figlia Petal, la quale però è più legata al nuovo compagno della madre. In seguito la CIA gli affida un nuovo incarico: partire per l'Afghanistan per stringere un accordo con i principali capi dei guerriglieri ribelli e favorire la loro unione in cambio della fornitura di nuove armi da parte dell'America.
Ellis decide di accettare, nella speranza di poter riallacciare una relazione con Jane. Quando però arriva in Afghanistan, nella valle dei Cinque Leoni, si rende conto che le cose sono cambiate: Jane è sposata e ha una figlia. La ragazza, che ha scoperto l'inganno del marito, cerca di convincere questo a non incontrare più i russi e a ripartire immediatamente per l'Europa. Jean-Pierre però, quando viene a sapere che Ellis sta organizzando un incontro tra tutti i principali capi dei ribelli, primo su tutti Massud, lo rivela ad Anatoly, nome in codice di un importante esponente del KGB. Anatoly progetta così un'imboscata per arrestare tutti insieme i capi dei ribelli, e porre fine alla guerriglia anti-sovietica. Per garanzia, porta via con sé Jean-Pierre su un elicottero, assicurandogli che i russi andranno presto a prendere anche Jane e Chantal.

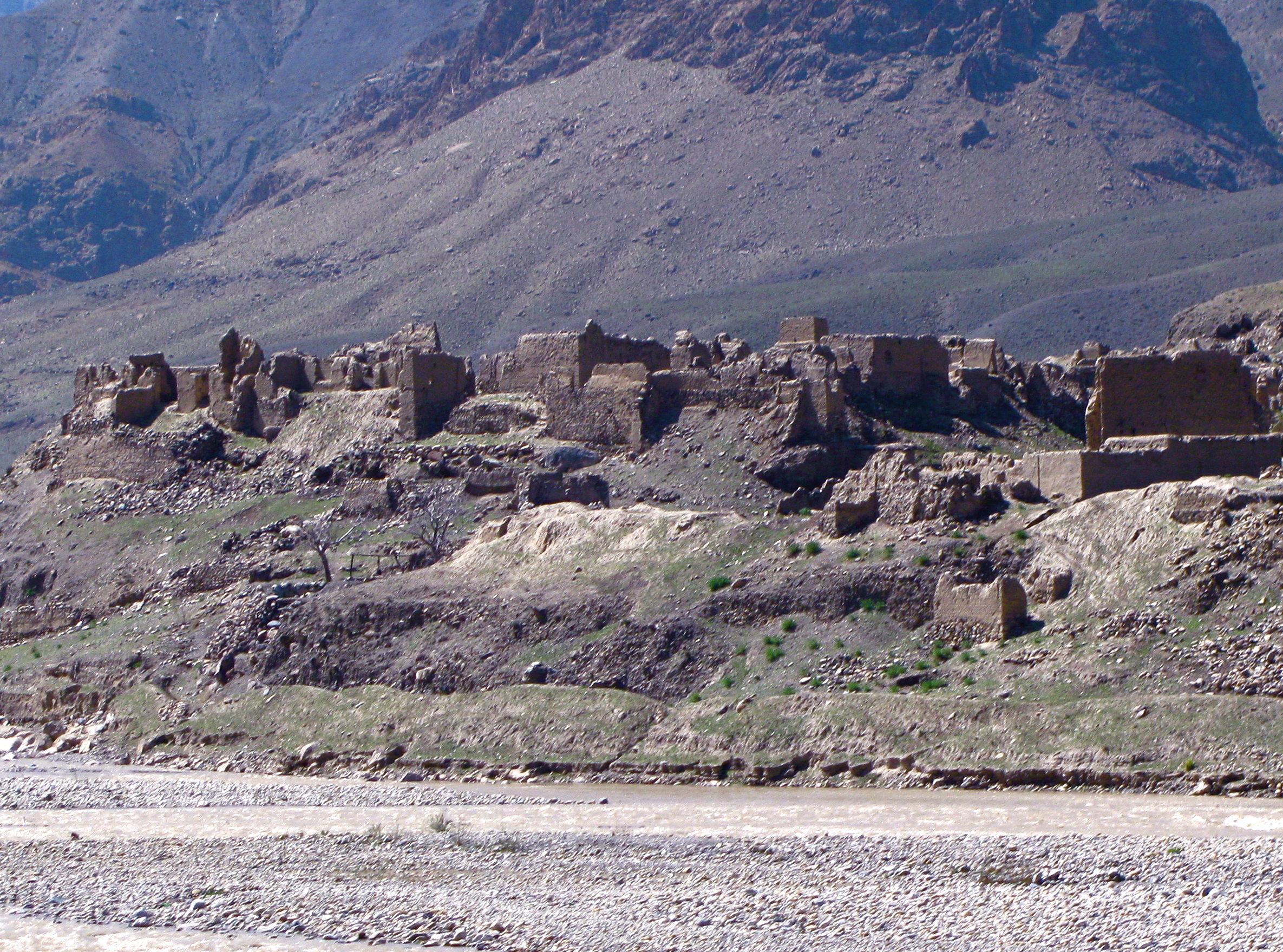
Un villaggio afgano distrutto dai sovietici

Dopo la sparizione del marito, Jane intuisce che questi ha continuato a collaborare con i russi. Ciò favorisce il riavvicinamento tra Ellis e Jane. Durante una notte di passione, la ragazza si rende conto di non aver mai smesso di amare Ellis e di aver cercato con tutte le sue forze di reprimere i suoi sentimenti, mentendo anche a se stessa. Ellis le spiega anche le attività che svolgeva un anno prima in Francia, e Jane comprende di averlo giudicato male. I due poi hanno un'intuizione: Jean-Pierre aveva sentito la notizia dell'incontro tra i capi dei ribelli e - dopo essere fuggito - è evidente che l'abbia rivelato ai russi. Ellis decide così di annullare l'incontro. Anatoly e Jean-Pierre si mettono immediatamente alla ricerca di Ellis: vogliono arrestarlo e neutralizzarlo per i numerosi danni che ha causato all'Unione Sovietica.
Ellis decide allora di lasciare al più presto l'Afghanistan e convince Jane ad andare via con lui. Inizia così un interminabile viaggio per le valli afghane, con l'obiettivo di raggiungere il Pakistan e partire poi per l'Europa. Il viaggio è reso difficile dai territori selvaggi, dal freddo, dalla scarsità di viveri, e dai bisogni della piccola Chantal. I russi intanto sono all'inseguimento. Jane ed Ellis raggiungono il passo di Kantiwar, ma lì, ormai stremati e senza più forze, si arrendono al nemico, vengono arrestati e caricati su un elicottero con Anatoly e Jean-Pierre. Ellis però, in un ultimo disperato tentativo, fa precipitare l'elicottero e spinge fuori i russi. Jane si trova faccia a faccia con Jean-Pierre ed è costretta a sparargli. Poi l'elicottero riparte con Ellis ai comandi e Jane, Ellis e Chantal possono finalmente tornare nel mondo civile, in Europa.
Parte terza, 1983
Jane ed Ellis si trasferiscono a New York: lei lavorerà come interprete per le Nazioni Unite, mentre lui si occuperà della lotta contro la criminalità organizzata. I due decidono di sposarsi.

## Personaggi

### Personaggi principali
- Ellis Thaler, esperto di esplosivi americano, caccia i terroristi e spia i rivoluzionari, lavora per la CIA.
- Jane Lambert, giovane ragazza inglese che vive in Francia e lavora come traduttrice.
- Jean-Pierre, medico francese comunista, s'infiltra tra i ribelli afgani per conto dei russi.
- Ahmed Shad Masud, leader dei guerriglieri afgani.
- Anatoly, spia del KGB, è il contatto di Jean-Pierre.

### Personaggi secondari
- Abdullah, mullā di Banda.
- Ahmed Gul, figlio di Rabia, marito di Zahara.
- Ahmed Yilmaz, turco sostenitore della dittatura militare, vive a Parigi.
- Ali Ghanim, guerrigliero afgano con 14 figli.
- Alishan Karim, fratello di Abdullah.
- Allen Winderman, assistente presidenziale.
- Amal Azizi, leader dei ribelli afgani Pushtun, comandante di Faizabad.
- Bernard, secondo marito di Gill.
- Bill, amico di Ellis.
- Boris, russo a favore degli atti violenti della sinistra in occidente.
- Chantal, figlia di Jane e Jean-Pierre
- Fara, nipote tredicenne di Rabia, figlia di Ismael.
- Ferier, signora curata da Jean-Pierre.
- Gill, ex moglie di Ellis.
- Halam, giovane che vende pesce nella valle del Nuristan; per un tratto fa da guida a Jane ed Ellis.
- Halima, madre di Mousa.
- Ismael Gul, primogenito di Rabia.
- Jahan Kamil, leader dei ribelli afgani Pushtun nella valle di Pich.
- Matullah, fratello di Mohammed Khan.
- Meme Gozzi, padre di Pepe.
- Mohammed Khan, uno dei capo dei guerriglieri, padre di Mousa.
- Mousa, bambino di nove anni, figlio di Mohammed Khan.
- Pauline, sorella di Jane.
- Pepe Gozzi, trafficante di armi, figlio di Meme.
- Petal, figlia di Ellis.
- Rabia Gul, anziana levatrice del villaggio Banda.
- Rahmi Coskun, rivoluzionario, studente turco in esilio a Parigi.
- Raoul Clermont, direttore del giornale "La Révolte", collabora con i servizi segreti.
- Roche, dottore responsabile di Jean-Pierre.
- Shahazai Gul, fratello di Rabia.
- Sher Kador, giovane capraio.
- Simone, moglie di Raoul Clermont.
- Valérie, dottoressa.
- Yussuf Gul, cantante, uno dei figli di Rabia.
- Zahara Gul, nuora di Rabia.

## Edizioni
- Ken Follett, Un letto di leoni, Arnoldo Mondadori Editore, 1986, ISBN 978-88-04-32690-8.